# Si (rose)
Pour les articles homonymes, voir SI.
'Si' est un cultivar de rosier miniature obtenu en Espagne par le rosiériste Pedro Dot en 1957. Il compte parmi les plus petits du monde et il est classé dans le sous-groupe des micro-rosiers.

## Description
La rose 'Si' appartient au groupe des rosiers miniatures. Elle est issue de semis 'Perla de Montserrat' et de pollen ('Anny' x 'Tom Thumb'). Le buisson de port érigé s'élève de 15 cm à 25 cm, pour une envergure de 25 cm. Son feuillage est vert clair et brillant.
Ses fleurs délicates sont blanc crème à blanc rosé avec le cœur plus soutenu. Semi-doubles, elles possèdent 17 à 25 pétales ; elles sont très petites (1 à 3 cm) et complètes, en forme de coupe. Leur floraison est remontante. Sa zone de rusticité est de 6b à 9b.
La rose 'Si' compte parmi les roses les plus petites du monde, sinon la plus petite. Elle est parfaite pour la culture en rocaille, en couvre-sol, en pot, pour les terrasses et balcons.

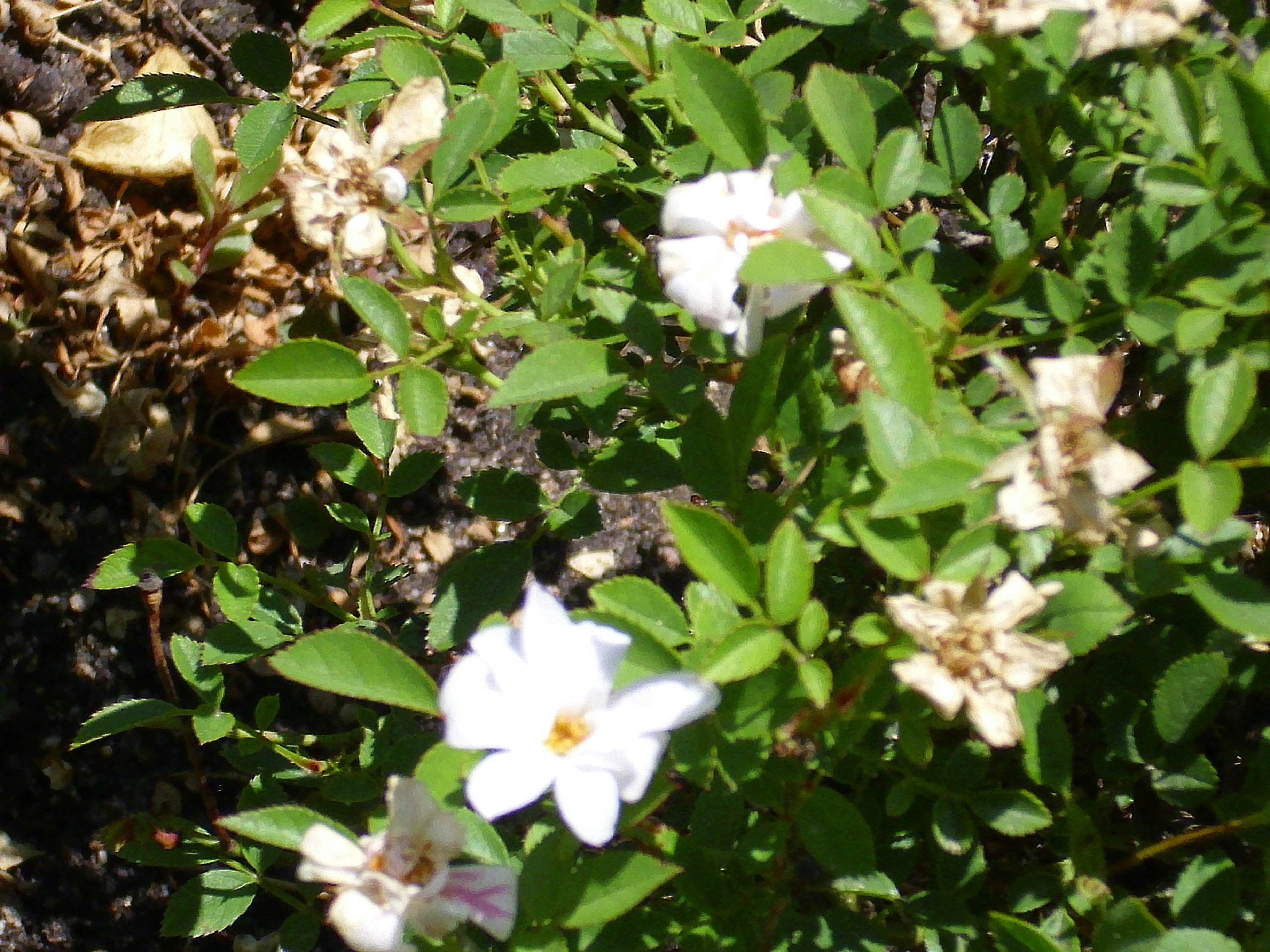
Buissons de rose 'Si'.